# ایالت‌های شمالی آمریکا
ایالت‌های شمالی آمریکا، ایالات متحده شمالی (به انگلیسی: Northern United States) سرزمین یانکی یا شمال آمریکا، از نظر جغرافیایی، منطقه‌ای مسکونی در شمال ایالات متحده آمریکا است، که ۲۰ ایالت؛ کنتیکت، ایلینوی، ایندیانا، آیووا، کانزاس، مین، ماساچوست، میشیگان، مینه‌سوتا، نبراسکا، نیوهمپشایر، نیوجرسی، نیویورک، داکوتای شمالی، اوهایو، پنسیلوانیا، رود آیلند، داکوتای جنوبی، ورمانت و ویسکانسین را در بر می‌گیرد.